# Cenocoelius fortis
Cenocoelius fortis är en stekelart som beskrevs av Saffer 1982. Cenocoelius fortis ingår i släktet Cenocoelius och familjen bracksteklar. Inga underarter finns listade.